# Lars Ranthe
Lars Ranthe, né le 26 août 1969 à Vesterbro au Danemark, est un acteur danois.

## Filmographie partielle

### Au cinéma
- 2000 : The Bench de Per Fly
- 2002 : Minor Mishaps  d'Annette K. Olesen
- 2003 : Se til venstre, der er en Svensker de Natasha Arthy
- 2004 : In Your Hands d'Annette K. Olesen
- 2004 : Le Pire des adieux de Paprika Steen
- 2004 : Brothers de Susanne Bier
- 2005 : Adam's Apples d'Anders Thomas Jensen
- 2011 : Dirch de Martin Zandvliet
- 2012 : La Chasse de Thomas Vinterberg
- 2016 : La Communauté de Thomas Vinterberg
- 2016 : The Day Will Come de Jesper W. Nielsen
- 2020 : Drunk de Thomas Vinterberg

### À la télévision
- 2009 : Le Pacte
- 2011 : Traque en série
- 2018 : L'Ancien Combat
- 2018 : Bron
- 2021 : Octobre
- 2022-2023 : Carmen Curlers